# مقاطعة تشامباين (أوهايو)
مقاطعة تشامباين (بالإنجليزية: Champaign County)‏ هي إحدى مقاطعات ولاية أوهايو في الولايات المتحدة الأمريكية.

## أعلام
- إميري كلارنس ليونارد
- إزرائيل هاميلتون
- ناثانيل س. ريد
- تشارلز ويندر
- جون إس. جونز